# BMX-Freestyle-Europameisterschaften 2022

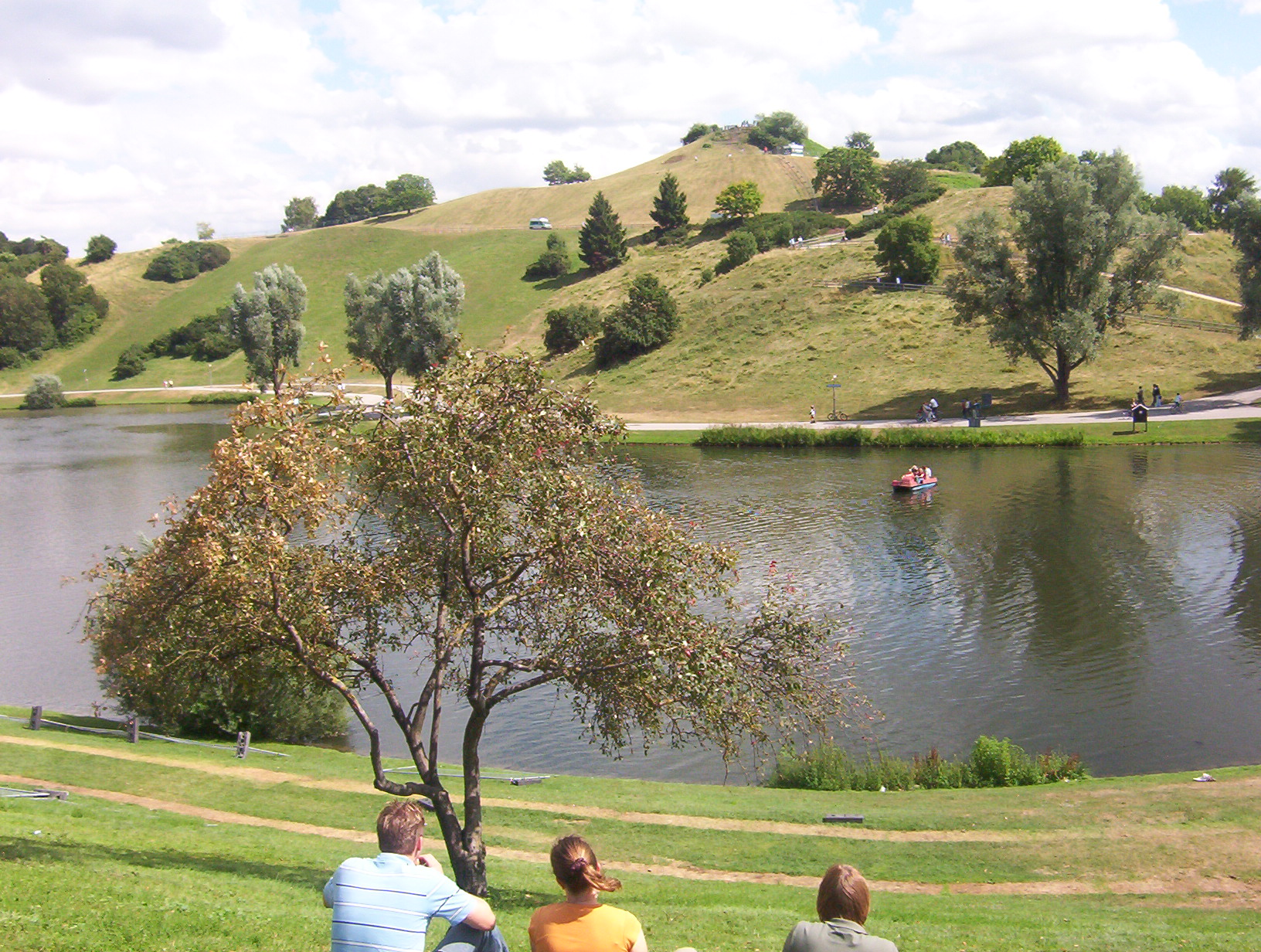
Der Olympiaberg in München

Die BMX-Freestyle-Europameisterschaften 2022 wurden von 11. bis 13. August 2022 im Olympiapark in München ausgetragen. Sie waren Teil der vom 11. bis 21. August 2022 andauernden 2. European Championships.
Es wurden zwei Wettbewerbe ausgetragen, in der Disziplin Park für Männer und Frauen.

## Ergebnisse

### Frauen
| Platz | Athletin              | Nation         | Lauf 1 | Lauf 2 | Punkte |
| ----- | --------------------- | -------------- | ------ | ------ | ------ |
| 1     | Iveta Miculyčová      | Tschechien     | 80,00  | 76,60  | 80,00  |
| 2     | Lea Müller            | Deutschland    | 73,80  | 78,60  | 78,60  |
| 3     | Laury Perez           | Frankreich     | 78,20  | 13,60  | 78,20  |
| 4     | Lara Lessmann         | Deutschland    | 75,30  | 72,60  | 75,30  |
| 5     | Nikita Ducarroz       | Schweiz        | 68,20  | 15,20  | 68,20  |
| 6     | Sasha Pardoe          | Großbritannien | 64,60  | 63,30  | 64,60  |
| 7     | Rebecca Gruhn         | Deutschland    | 40,20  | 59,20  | 59,20  |
| 8     | Charlotte Worthington | Großbritannien | 12,80  | 13,10  | 13,10  |

12. August, 15:30 Uhr

### Männer
| Platz | Athlet           | Nation         | Lauf 1 | Lauf 2 | Punkte |
| ----- | ---------------- | -------------- | ------ | ------ | ------ |
| 1     | Anthony Jeanjean | Frankreich     | 89,70  | 93,60  | 93,60  |
| 2     | Kieran Reilly    | Großbritannien | 87,20  | 92,10  | 92,10  |
| 3     | Marin Ranteš     | Kroatien       | 88,80  | 82,40  | 88,80  |
| 4     | Tomáš Beran      | Tschechien     | 84,80  | 35,60  | 84,80  |
| 5     | Ernests Zēbolds  | Lettland       | 80,10  | 82,10  | 82,10  |
| 6     | Timo Schulze     | Deutschland    | 78,60  | 75,30  | 78,60  |
| 7     | Shaun Gornall    | Großbritannien | 78,30  | 30,80  | 78,30  |
| 8     | Paul Thölen      | Deutschland    | 78,00  | 67,60  | 78.00  |

13. August, 19:00 Uhr

## Medaillenspiegel
| Platz | Land           | Gold | Silber | Bronze | Gesamt |
| ----- | -------------- | ---- | ------ | ------ | ------ |
| 1     | Frankreich     | 1    | —      | 1      | 2      |
| 2     | Tschechien     | 1    | —      | —      | 1      |
| 3     | Großbritannien | —    | 1      | —      | 1      |
| 3     | Deutschland    | —    | 1      | —      | 1      |
| 5     | Kroatien       | —    | —      | 1      | 1      |
| Total | Total          | 2    | 2      | 2      | 6      |